# Лоа (Юта)
Лоа (англ. Loa) — город в штате Юта (США). Административный центр округа Уэйн. По данным переписи за 2010 год число жителей города составляло 572 человека.

## Географическое положение

Лоа на карте округа Уэйн

По данным Бюро переписи населения США город имеет общую площадь в 2,3 км². Через город проходит дорога штата 24. Лоа находится в широкой долине к западу от реки Фримонт.

## История
До 1880-х годов поселенцы были рассеяны по долине. Представители церкви предложили основать город на месте современного Лоа в 1878 году. Первыми поселенцами были около 40 семей. Почтовый офис Лоа был открыт в 1879 году. Город был назван в честь горы Мауна-Лоа на острове Гавайи. Название предложил Франклин Янг, который ранее посетил Гавайи и был впечатлён размерами горы. В 1880 году был построен городской центр, в котором находилась школа и зал для встреч горожан. К 1902 году построили отдельное каменное здание школы. Телефонная линия была проведена в 1907 году. Часовня церкви Святых последних дней была построена в 1909 году. В 1911 году в город была проведена вода от Род-Крик. Лоа был инкорпорирован в 1919 году.

## Население
| Год переписи | Нас. |  | %±     |
| ------------ | ---- |  | ------ |
| 1890         | 411  |  | —      |
| 1900         | 443  |  | 7,8%   |
| 1910         | 448  |  | 1,1%   |
| 1920         | 499  |  | 11,4%  |
| 1930         | 343  |  | −31,3% |
| 1940         | 396  |  | 15,5%  |
| 1950         | 437  |  | 10,4%  |
| 1960         | 359  |  | −17,8% |
| 1970         | 324  |  | −9,7%  |
| 1980         | 364  |  | 12,3%  |
| 1990         | 444  |  | 22%    |
| 2000         | 525  |  | 18,2%  |
| 2010         | 572  |  | 9%     |
| 2016         | 585  |  | 2,3%   |

По данным переписи 2010 года население Лоа составляло 572 человека (из них 47,9 % мужчин и 52,1 % женщин), в городе было 191 домашнее хозяйство и 149 семей. На территории города была расположена 241 постройка со средней плотностью 104,8 постройки на один квадратный километр суши. Расовый состав: белые — 83,1 %, коренные американцы — 1,1 %.
Население города по возрастному диапазону по данным переписи 2010 года распределилось следующим образом: 37,2 % — жители младше 18 лет, 3,0 % — между 18 и 21 годами, 48,7 % — от 21 до 65 лет и 13,1 % — в возрасте 65 лет и старше. Средний возраст населения — 30,4 лет. На каждые 100 женщин в Лоа приходилось 91,9 мужчин, при этом на 100 совершеннолетних женщин приходилось уже 85,1 мужчин сопоставимого возраста.
Из 191 домашнего хозяйства 78,0 % представляли собой семьи: 68,6 % совместно проживающих супружеских пар (35,6 % с детьми младше 18 лет); 8,9 % — женщины, проживающие без мужей и 0,5 % — мужчины, проживающие без жён. 22,0 % не имели семьи. В среднем домашнее хозяйство ведут 2,98 человека, а средний размер семьи — 3,46 человека. В одиночестве проживали 18,3 % населения, 8,9 % составляли одинокие пожилые люди (старше 65 лет).

## Экономика
В 2015 году из 321 человека старше 16 лет имели работу 219. При этом мужчины имели медианный доход в 51 875 долларов США в год против 33 750 долларов среднегодового дохода у женщин. В 2014 году медианный доход на семью оценивался в 52 500 $, на домашнее хозяйство — в 38 750 $. Доход на душу населения — 19 514 $ в год.

## Климат
По классификации климатов Кёппена климат Лоа относится к влажному континентальному климату (Dfb). Средняя температура в году — 6,1 °C, самый тёплый месяц — июль (средняя температура 18,3 °C), самый холодный — январь (средняя температура −5,3 °C). Среднее количество осадков в году 193 мм.
| Показатель                    | Янв.  | Фев.  | Март | Апр. | Май  | Июнь | Июль | Авг. | Сен. | Окт. | Нояб. | Дек.  | Год  |
| ----------------------------- | ----- | ----- | ---- | ---- | ---- | ---- | ---- | ---- | ---- | ---- | ----- | ----- | ---- |
| Средний суточный максимум, °C | 3,7   | 5,8   | 9,3  | 14,6 | 19,8 | 25,3 | 28,6 | 26,9 | 23,1 | 17,0 | 9,8   | 4,4   | 15,7 |
| Средняя температура, °C       | −5,3  | −2,9  | 0,8  | 5,3  | 10,1 | 14,8 | 18,3 | 17,1 | 12,7 | 6,8  | 0,3   | −4,5  | 6,1  |
| Средний суточный минимум, °C  | −14,4 | −11,6 | −7,7 | −3,9 | 0,3  | 4,2  | 8,1  | 7,2  | 2,2  | −3,5 | −9,1  | −13,4 | −3,4 |
| Норма осадков, мм             | 10    | 9     | 13   | 12   | 14   | 13   | 27   | 35   | 21   | 18   | 10    | 10    | 193  |